# Pohořelice (zámek)
Zámek Pohořelice se nachází v obci Pohořelice, v okrese Zlín ve Zlínském kraji. Trojkřídlá patrová budova byla v letech 1958 až 1987 kulturní památkou, a znovu je památkově chráněna od roku 2020 i s okolním areálem (zámek s parkem, kaplí Panny Marie a křížem s korpusem Krista).

## Historie
Na místě původní tvrze asi z 16. století, která v průběhu 17. století chátrala a byla využívána jen hospodářsky jako sýpka, nechal tehdejší majitel panství František Forgatsch z Gimeše v letech 1689 až 1699 vystavět barokní zámek. Následně panství prodal Františkovi Karlovi z Lichtenstein-Castelcornu, který vlastnil sousední Malenovice. Dalším majitelem byl jeho syn, olomoucký biskup Jakub Arnošt. V roce 1739 za biskupa Jakuba Arnošta vznikl u zámku anglický park a v sousedství zámku barokní kostel sv. Jana Nepomuckého. V roce 1804 zámek s panstvím Pohořelice a Malenovice koupil hrabě Leopold Šternberk (1776–1858) a Šternberkům náležel až do konfiskace v roce 1950. Za nich došlo také k propojení zámku s kostelem patrovou chodbou. V 19. století byla provedena i klasicizující úprava fasády a na jižním průčelí byl vybudován litinový přístřešek s terasou.
Po zestátnění byl zámek využíván různými organizacemi: několik let v něm sídlila krajská politická škola, pak se v budově školili požárníci, několik místnosti získalo JZD Pohořelice, největší prostor zabíral sklad zdravotnického zásobování. V 60. a 70. letech byl sice opravován, ale postupně chátral. Po roce 2001 se majitelem stala obec Pohořelice a zámek byl v letech 1997–2010 rekonstruován a upraven na domov seniorů (Domov pokojného stáří).

## Popis
Zámek je trojkřídlá jednopatrová stavba s nepravidelným půdorysem přibližně ve tvaru písmene U. Hlavní jižní křídlo má valbovou střechu s novodobými střešními vikýři. Jeho devitiosé průčelí je členěno dvojitou římsou mezi přízemím a 1. patrem, v západní části průčelí je zastřešená terasa, s litinovými sloupky a litinovým zábradlím. Terasa je obrácená do rozsáhlého zámeckého parku, ve kterém je i jírovcová alej vedoucí ke kapli Panny Marie.
Z jižního křídla vybíhají dvě kratší křídla propojená krytou pavlačí, západní křídlo je na severní straně zakončeno trojosým podloubím a vybíhá z něj krytá zastřešená chodba propojující první patro zámku s oratoří sousedícího kostela.
Původní barokní dispozice, i když s úpravami z 19. století, je patrná zejména v interiérech zámku.
V severozápadním cípu parku je pískovcový kříž s korpusem Krista z roku 1873, který nechal postavit Leopold ze Šternberka na památku své manželky Luisy.

## Galerie

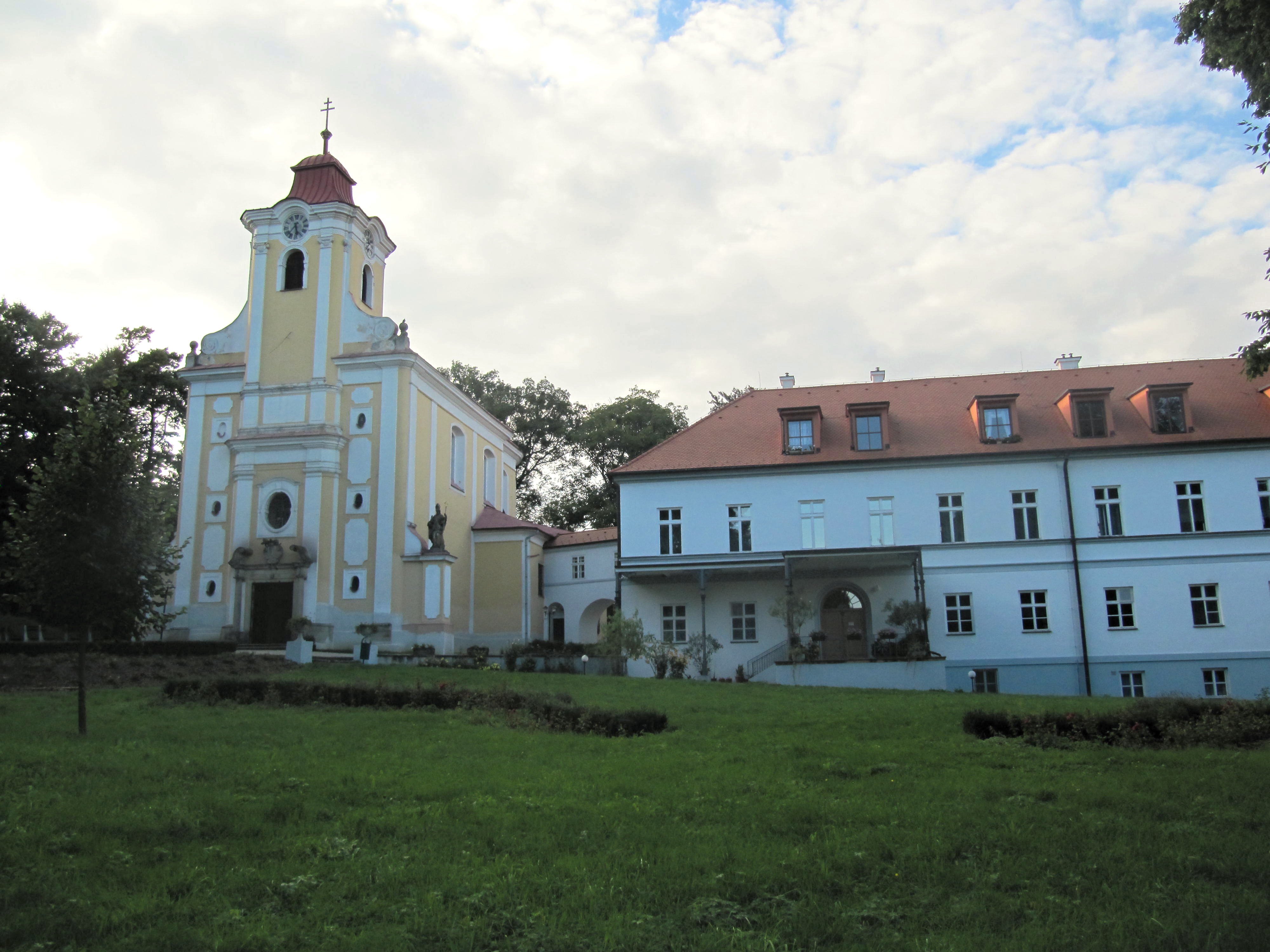
Kostel svatého Jana Nepomuckého a jižní průčelí zámku
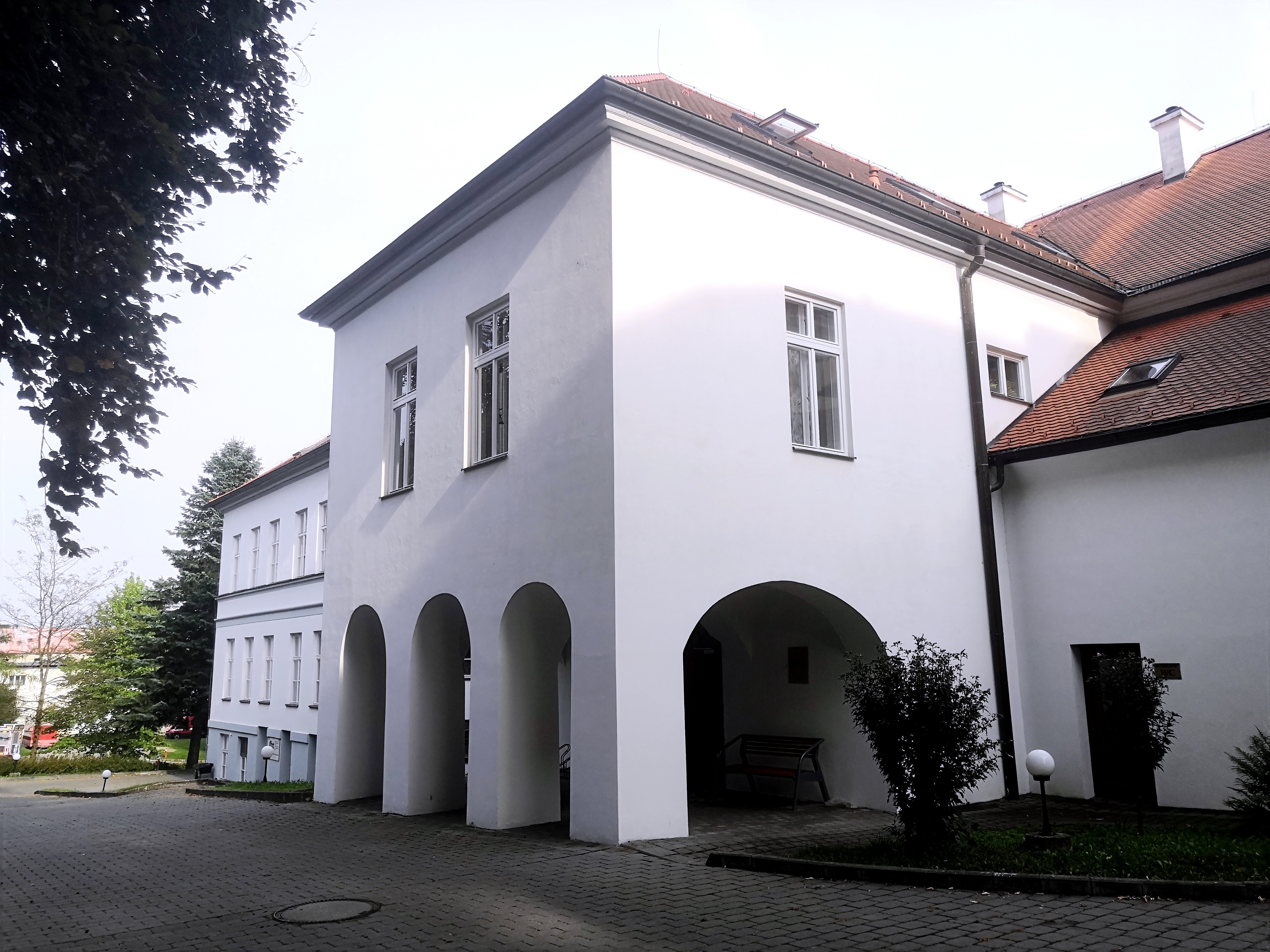
Podloubí na severní straně západního křídla
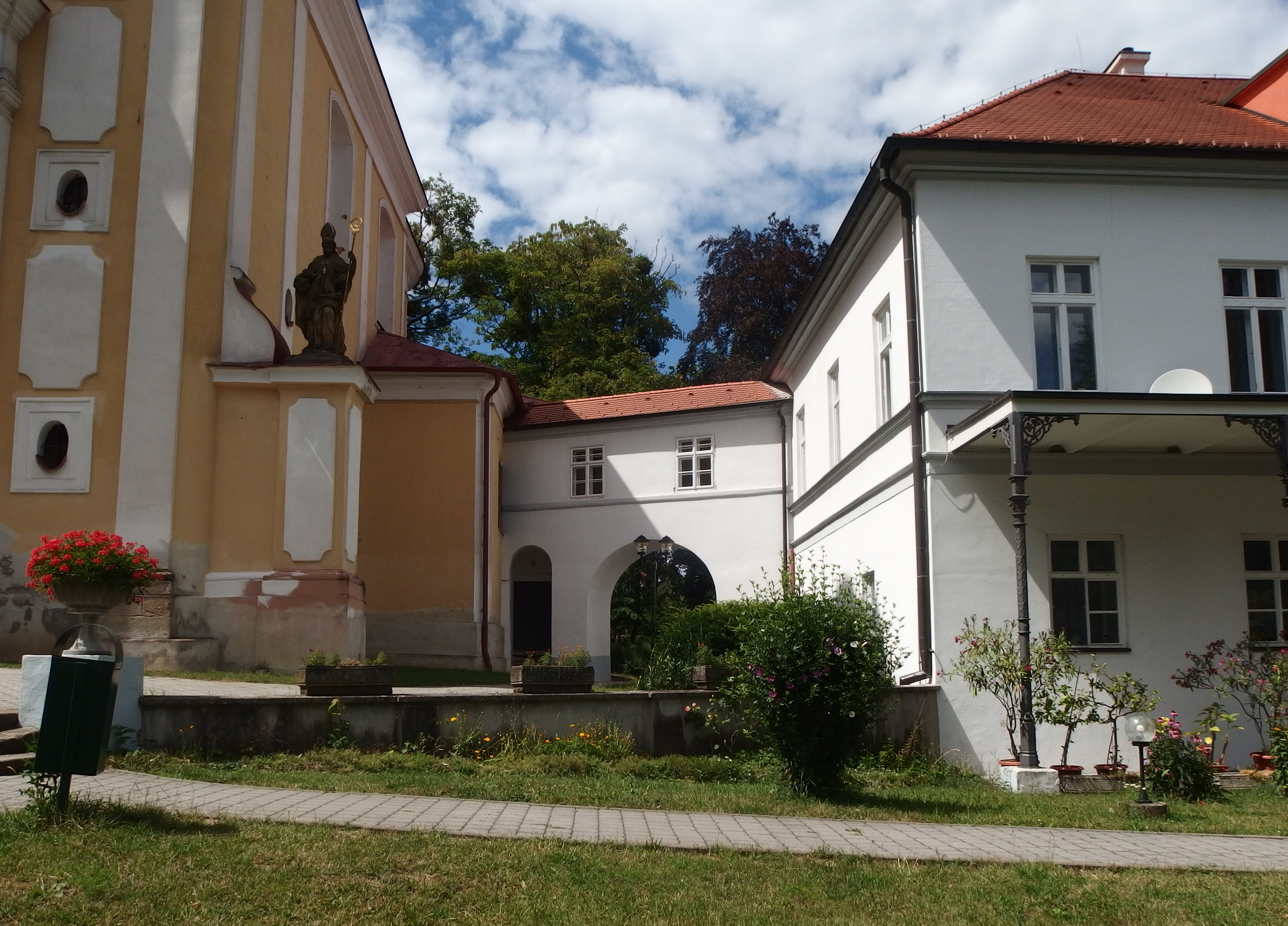
Spojovací chodba